# 프린세사스 (영화)
프린세사스(Princesas)는 스페인에서 제작된 페르난도 레온 데 아라노아 감독의 2005년 드라마 영화이다. 캔델라 페나 등이 주연으로 출연하였고 페르난도 레온 데 아라노아 등이 제작에 참여하였다.

## 출연

### 주연
- 캔델라 페나
- 미카엘라 네바레즈

### 조연
- 마리아나 코데로
- 르룸 바레라
- 바이올레타 페레즈
- 모니카 밴 캠펜
- 마리아 밸레스테로스
- 루이스 칼레조
- 안토니오 듀란 모리스
- 페레 아르퀼루
- 페파 아니오르테
- 알베르토 페레이로
- 엔리크 빌렌
- 카를로스 바르뎀

## 제작진
- 의상: 비나 다이겔러
- 배역: 카멘 우트릴라